# 三筋の滝
三筋の滝（みすじのたき）は、滋賀県甲賀市信楽町にある滝。

## 概要
3つに分かれることから三筋の滝と呼ばれている。滝の落差は6m。すぐ近くに東海自然歩道の休憩所やトイレがある。

## アクセス
- 滋賀県道12号線で大津市から甲賀市（信楽）へ約1km
- 新名神草津田上ICからは甲賀市（信楽）に向かって約12km